# 三上枝織的mikassho!
『三上枝織的mikassho!』是從2015年10月5日開始在文化放送超!A&G+放送，是由Marine ENTERTAINMENT Inc.制作的廣播電台。暱稱是「mikassho!」。主持人為配音員的三上枝織。

## 節目概要
發掘三上枝織各式各樣的面目、與聽眾共同打造的廣播節目。標題的「mikassho!」是「和三上一起」的簡稱。

節目中時常提及香腸、吃、青森縣等話題。
放送開始時是三上擔任leader的「A&G NEXT GENERATION Lady Go!!」結束三日後，Lady Go!!的活動或週邊販售宣傳也曾在本節目進行。

### 播出時間
首播(超!A&G+)
- 2016年4月7日 -

毎週四18:30 - 19:00（收錄後放送）
- 2015年10月5日 - 2016年3月28日

毎週一25:30 - 26:00（收錄後放送）
重播(超!A&G+)　
- 2016年4月8日 -

毎週五6:30 - 7:00
- 2015年10月6日 - 2016年3月29日

毎週二14:00 - 14:30

## 單元
共有體驗！與大家一同！
每次由三上決定題目、讓聽眾獨自完成的單元（曾有一人燒肉、拍天空、一人卡拉ok。）。作為完成的證據，在mail付上發票或風景照等......。
絕對完美解決的諮商單元!
對先決定好答案的諮商，由聽眾寄出相符的諮詢。
普通郵件未満　廣播貼圖!
將平時所想的大小事不帶壓力的寄出、由三上用事前準備好的“廣播貼圖”來進行回答的單元。
好女人的條件
為了以好女人為目標的三上、募集聽眾認為的「好女人」條件。
擴散希望！
自己無論如何都想傳達的事情，以最多140字寄送的單元。被採用的信件，會在節目官方推特發佈。
除了以上的單元也隨時募集著普通信件。

## 活動
- maricoll live2016[2]　（2016年2月14日）

會場：豊洲PIT
- 2016年 animate 冬季的Audio/Visual祭典Presents! 三上枝織的mikassho！[3]　（2016年4月17日）

會場：科学技術館サイエンスホール
來賓: 大久保瑠美
- 三上枝織的mikassho！ Fun Disk vol.1 in 青森 發售紀念公開錄音event[4]　（2016年6月11日）(分有第一回跟第二回)

會場：TKPスター貸会議室　護国寺

## 主題歌
- 片頭曲：三上枝織「Stand by」
- 片尾曲：三上枝織「恋のカケラ」

## 出處
1. ↑  .   [2016年6月26日]. （原始内容存档于2016年3月8日）.
2. ↑  .   [2016-06-26]. （原始内容存档于2016-06-29）.
3. ↑  .   [2016-06-26]. （原始内容存档于2016-09-24）.
4. ↑  .   [2016-06-26]. （原始内容存档于2016-08-14）.

## 外部連結
- マリン・エンタテインメント通信販売（页面存档备份，存于）
- 三上枝織のみかっしょ！的X（前Twitter）